# يوركي كتاينن

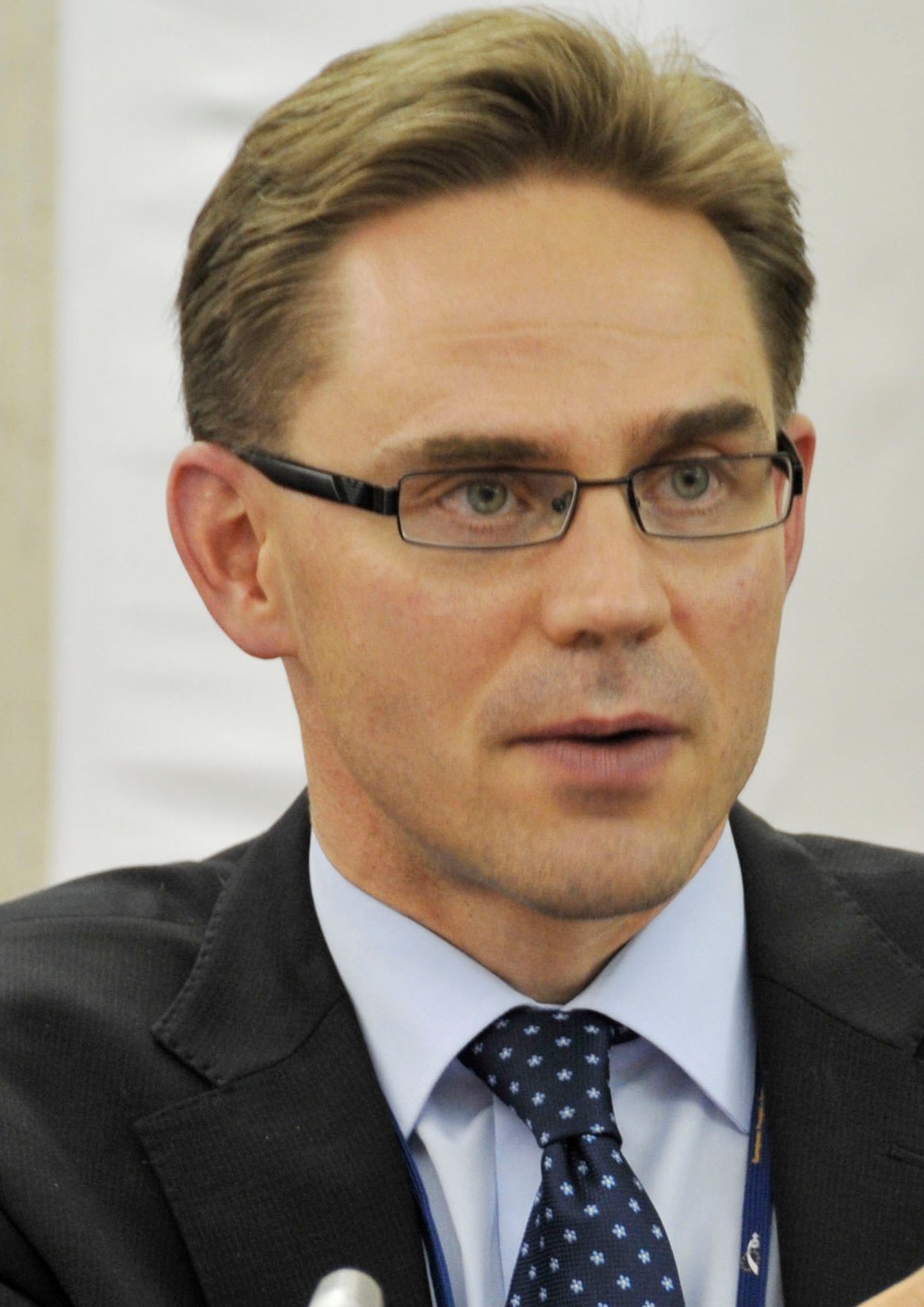
يوركي كتاينن.

يوركي كتاينن (بالفنلندية: Jyrki Katainen) (سيلنيارفي، 14 أكتوبر 1971) رئيس وزراء فنلندا أسبق ورئيس حزب الائتلاف الوطني الفنلندي.

## السيرة
ترعرع حتى في كـَـتاينن في بلدة سيلينيارفي، كان مدرساً بنصف دوام لبعض الوقت حتى صار عضواً في المجلس سيلينيارفي البلدي في عام 1993. انتخب عضواً في البرلمان الفنلندي (إدوسكونتا) عن دائرة سافو الشمالية في عام 1999، شغل منصب نائب رئيس الحزب عام 2001، وأصبح زعيمه منذ عام 2004.
في مارس 2003، انتخب نائباً لرئيس لحزب الشعب الأوروبي لمدة ثلاث سنوات.
في الانتخابات النيابية عام 2007، فاز الائتلاف الوطني بقيادة كـَـتاينن بالمرتبة الثانية بعد الحزب الاشتراكي الديمقراطي. أصبح كـَـتاينن وزير المالية ونائب رئيس الوزراء في الحكومة الجديدة مع أحزاب الوسط والائتلاف الوطني والرابطة الخضراء وحزب الشعب السويدي.
في نوفمبر 2008، سمـّت صحيفة فاينانشال تايمز كـَـتاينن كأفضل وزير للمالية في أوروبا.
في الانتخابات البرلمانية الفنلندية أبريل 2011، أصبح حزبه الائتلاف الوطني اليميني الوسطي أكبر حزب للمرة الأولى في تاريخ فنلندا مستقلة. وبعد مفاوضات تشكيل حكومة طويلة وصعبة، انتخبه البرلمان رئيساً للوزراء، وعينت تاريا هالونن رئيسة الجمهورية حكومتـَه ذات الأحزاب الستة (الائتلاف الوطني، الاشتراكي الديمقراطي، تحالف اليسار والرابطة الخضراء وحزب الشعب السويدي والديمقراطيون المسيحيون) رسمياً في 22 يونيو 2011.

## الحياة الخاصة
متزوج من مـِـرفي كـَـتاينن ولديه ابنان اثنان. فضلا عن لغته الفنلندية الأصلية، فهو يجيد اللغة الإنجليزية بطلاقة.

## وصلات خارجية
- يوركي كتاينن على موقع IMDb (الإنجليزية)
- يوركي كتاينن على موقع الموسوعة البريطانية (الإنجليزية)
- يوركي كتاينن على موقع مونزينجر (الألمانية)

- موقع يوركي كـَـتاينن (بالفنلندية)
- حزب الائتلاف الوطني الفنلندي